# Ust-Bélaia

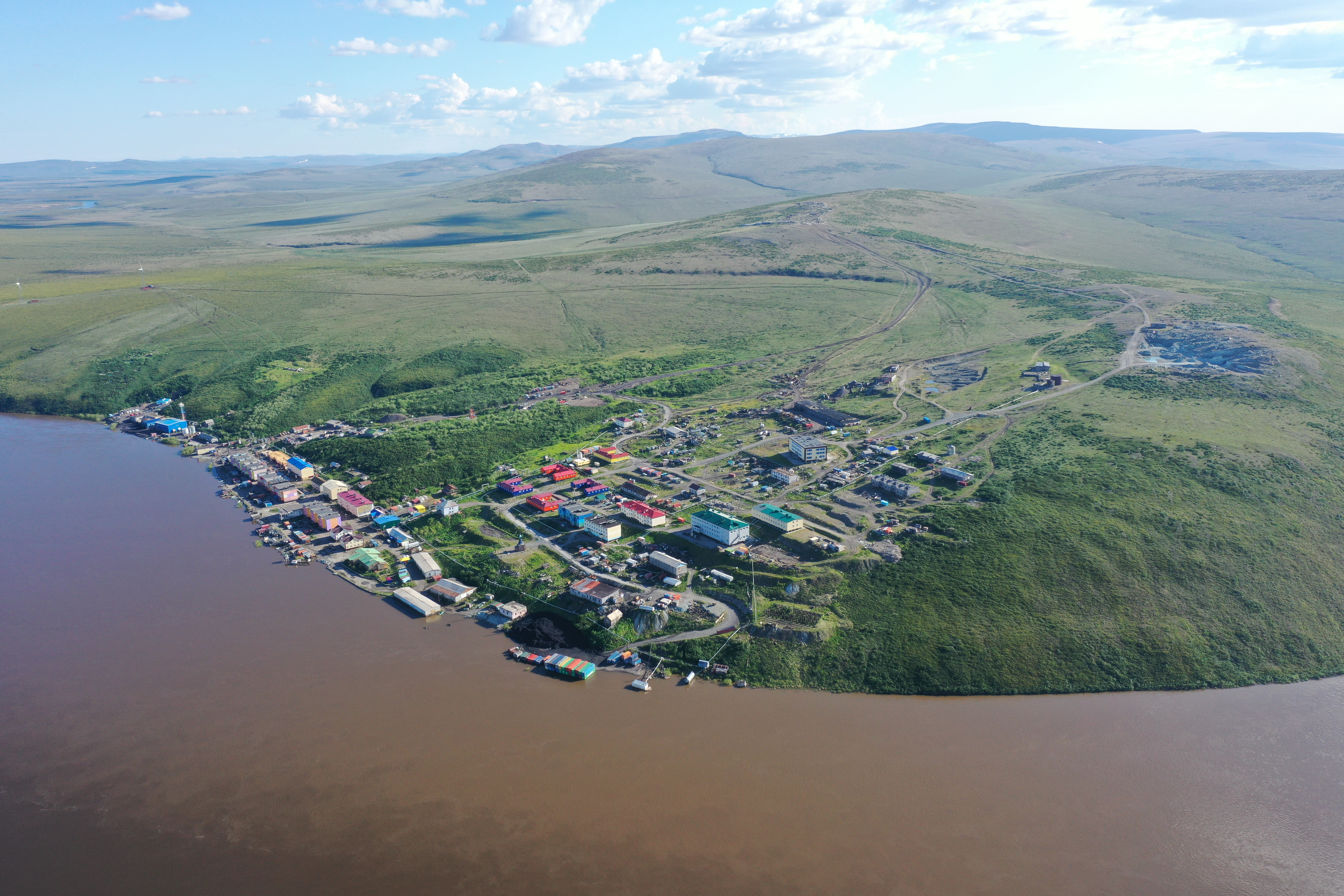
Visió aèria del poble.

Ust-Bélaia (en rus: Усть-Белая) és un poble del districte autònom de Txukotka, a Rússia, que el 2018 tenia 780 habitants.